# Liste d'anthropologues
Vous trouverez ci-dessous une liste d'anthropologues classés par nationalité :

## Europe et Russie

### Allemands
- Bastian, Adolf (1826-1905)
- Blumenbach, Johann F. (1752-1840)
- Clauss, Ludwig Ferdinand (1892-1974)
- Fischer, Eugen (1874-1967)
- Frobenius, Leo (1873-1938)
- Günther, Hans  (1891-1968)
- Ratzel, Friedrich (1844-1904)
- Schmidt, Wilhelm (1868-1954)
- Schweinfurth, Georg A. (1836-1925)
- Weber, Max (1864-1920)

### Belges
Par ordre chronologique de naissance.
- Honoré Chavée (1815-1877)
- Joseph Van den Gheyn (1854-1913)
- Gustaaf Schamelhout (1869-1944)
- Basile Tanghe (1879-1947)
- Lavachery, Henry (1885-1972)
- Jacques Maquet (1919-2013),
- Heusch, Luc de (1927-2012)
- Jan Vansina (1929-2017)
- Marcel Detienne (1935-2019)
- Jan de Vos (1936-2011)[1]
- Michaël Singleton (1939-)
- Jean-Paul Colleyn (1949)
- Anne-Marie Losonczy (1949)
- Patrick Declerck (1953)
- Robert Deliège (1953)
- Éliane Karp (1953)
- Pierre-Joseph Laurent (1956)
- Éric Caulier (1959-)
- Albert Piette (1960)

### Britanniques
- Annandale, Nelson (1876-1924)
- Barley Nigel (né en 1947)
- Black, Susan Margaret (née en 1961)
- Douglas Mary (1921-2007)
- Evans-Pritchard, Edward E. (1902-1973)
- Fortes, Meyer (1904-1983)
- Frazer, James George (1854-1954)
- Gluckman, Max H. (1911-1975)
- Goody, Jack (1919-2015)
- Hocart, Arthur M. (1883-1939)
- Leach, Edmund R. (1910-1989)
- Leacock, Eleanor (1922-1987)
- Ioan Myrddin Lewis (1930-2014)
- Lienhardt, Godfrey (1921-1993)
- Maine, Henry S. (1822-1888)
- Malinowski, Bronislaw (1884-1942)
- Murray, Margaret (1863-1963)
- Nadel, Siegfried F. (1903-1956)
- Needham, Rodney (1923-2006)
- Ong Walter. J. (1912-2003)
- Radcliffe-Brown, Alfred R. (1881-1955)
- Ramble, Charles (Né en 1957)
- Richards, Audrey I. (1899-1984)
- Rivers, William H. R. (1864-1922)
- Schapera, Isaac (1905-2003)
- Seligman, Charles G. (1873-1940)
- Smith, William R. (1846-1894)
- Spencer, Walter B. (1860-1929)
- Turner, Victor W. (1920-1983)
- Tylor, Edward B. (1832-1917)

### Bulgare
- Balikci, Asen (1929-2019)

### Danois
- Rasmussen, Knud (1879-1933)

### Espagnols
- Arsuaga, Juan Luis (né en 1959)
- Caro Baroja, Julio (1914-1995)
- de Barandiarán Ayerbe, José Miguel (1889-1991)

### Finlandais
- Westermarck, Edward (1862-1939)

### Français
- Abélès, Marc (né en 1950)
- Adler, Alfred (né en 1934)
- Affergan, Francis (né en 1945)
- Alexandre, Pierre (1922-1994)
- Amselle, Jean-Loup (né en 1942)
- Augé, Marc (né en 1935)
- Bacot, Jacques (1877-1965)
- Balandier, Georges (1920-2016)
- Barrau, Jacques (1925-1997)
- Bastide, Roger (1898-1974)
- Belmont, Nicole
- Bernot, Lucien (1919-1993)
- Berque, Augustin (né en 1942)
- Berthe, Louis, (1927-1968)
- Bertho, Alain (né en 1952)
- Bonte, Pierre (1942-2013)
- Bourdieu, Pierre (1930-2002)
- Bouzar, Dounia (née en 1964)
- Bertillon Louis-Adolphe (1821-1883)
- Broca, Paul (1824-1880)
- Buffetrille, Katia (née en 1948)
- Caillois, Roger (1913-1978)
- Cartry, Michel (1931-2008)
- Casajus, Dominique (né en 1950)
- Cauvin, Jacques (en) (1930-2001)
- Chiva, Isac (1925-2012)
- Clastres, Pierre (1934-1977)
- Clastres, Hélène (1936-)
- Condominas, Georges (1921-2011)
- Copans, Jean (né en 1942)
- Court de Géblin, Antoine (1725-1784)
- Cuisenier, Jean (1927-2017)
- Dambricourt-Malassé, Anne (née en 1959)
- Delaporte, Yves (né en 1948)
- Désveaux, Emmanuel (né en 1956)
- Descola, Philippe (né en 1949)
- Dianteill, Erwan (né en 1967)
- Dieterlen, Germaine (1903-1999)
- Digard, Jean-Pierre (né en 1942)
- Dufoulon, Serge (né en 1956)
- Dumézil, Georges (1898-1986)
- Dumont, Louis (1911-1998)
- Durkheim, Émile (1858-1917)
- Duvert, Michel (né en 1941)
- Fabre, Daniel (1947-2016)
- Favret-Saada, Jeanne (née en 1934)
- Frey, Philippe (Né en 1958)
- Gagnepain, Jean (1923-2006)
- Galinier, Jacques
- Geffray, Christian (1954-2001)
- de Gérando, Joseph-Marie (1772-1824)
- Girard, René (1923-2015)
- Godelier, Maurice (né en 1934)
- Gossiaux, Jean-François (né en 1945)
- Glowczewski, Barbara (née en 1956)
- Granet, Marcel (1884-1940)
- Griaule, Marcel (1898-1956)
- Hamayon, Roberte (née en 1939)
- Haudricourt, André-Georges (1911-1996)
- Héritier, Françoise (1933-2017)
- Hertz, Robert (1881-1933)
- Izard, Michel (1931-2012)
- Jacquin, Philippe (1942-2002)
- Jamin, Jean (né en 1945)
- Jaulin, Robert (1928-1996)
- Karmay, Samten G. (né en 1936)
- Karp, Éliane (née en 1953)
- Kouvouama, Abel (née en 1950)
- Laburthe-Tolra, Philippe (1929-2016)
- Lagneau, Gustave  (1827-1896)
- Lamaison, Pierre (1948-2001)
- Langaney, André (né en 1942)
- Laplantine, François (né en 1943)
- La Salle, Antoine de (1754-1829)
- Latour, Bruno (1947-2022)
- Leenhardt, Maurice (1878-1954)
- Leiris, Michel (1901-1990)
- Lemonnier, Pierre (né en 1948)
- Leroi-Gourhan, André (1911-1986)
- Lévi-Strauss, Claude (1908-2009)
- Lévy-Bruhl, Lucien (1857-1939)
- Malaurie, Jean (1922-2024)
- Mannoni, Octave (1899-1989)
- Martial, René (1873-1955)
- Mauss, Marcel (1873-1950)
- Meillassoux, Claude (1925-2005)
- Mercier, Paul (1922-1976)
- Nadaillac (du Pouget, marquis), Jean-François-Albert (1818-1904)
- Olivier de Sardan, Jean-Pierre (né en 1941)
- Paulme, Denise (1909-1998)
- Pelras, Christian (1934-2014)
- Pétonnet, Colette (1929-2012)
- Pétric, Boris (1972)
- Pouillon, Jean (1916-2002)
- Quatrefages de Bréau, Jean Louis A. (1810-1892)
- Rasse, Paul (né en 1954)
- Rivet, Paul (1876-1958)
- Rouch, Jean (1917-2004)
- Rodinson, Maxime (1915-2004)
- Sansot, Pierre (1928-2005)
- Schaeffner, André (1895-1980)
- Sperber, Dan (né en 1942)
- Stordeur, Danielle (née en 1944)
- Terray, Emmanuel (né en 1935)
- Testart, Alain (1945-2013)
- Tillion, Germaine (1907-2008)
- Todd, Emmanuel (né en 1951)
- Thomas, Louis-Vincent (1922-1994)
- Vallois, Henri V. (1889-1981)
- van Gennep, Arnold (1873-1957)
- Vernant, Jean-Pierre (1914-2007)
- Vincent, Jeanne-Françoise (1935-2012)[2]
- Weber, Florence (née en 1958)
- Weber, Jacques (1946-2014)
- Wijayaratna, Môhan (né en 1947)
- Zahan, Dominique (1915-1991)
- Zimmermann, Francis O. (né en 1942)

### Grecs
- Poulianos, Aris Nickos (1924-)

### Hongrois
- Roheim, Geza (1981-1953)

### Italiens
- Angioni, Giulio (1939-2017)
- Beneduce, Roberto (né en 1957)
- Campagnoli, Mauro (né en 1975)
- Cirese, Alberto M. (1921-2011)
- De Martino, Ernesto (1908-1965)
- Maraini, Fosco (1912-2004)
- Tabet, Paola
- Tucci, Giuseppe (1894-1984)

### Néerlandais
- Josselin de Jong, Jan P. B. (1886-1964)

### Norvégiens
- Barth, Frederik (1928-2016)
- Heyerdahl, Thor (1914-2002)

### Polonais
- Mach, Zdzisław (1954-)

### Portugais
- Dias, António Jorge (1907-1973)

### Roumains
- Chiva, Isac (1925-2012)
- Eliade, Mircea (1907-1986)
- Zahan, Dominique (1915-1991)

### Russes (et Soviétiques)
- Bogoraz, Vladimir G. (1865-1936)
- Chirokogorov, Sergueï M. (1887-1939)
- Dyrenkova, Nadezhda P. (1899-1941) [3]
- Okladnikov, Alexeï P. (1908-1981)
- Sternberg, Lev Ya. (1861-1927)
- Tsybikov, Gombojab (1873-1930)
- Zelenine, Dmitry K. (1878-1954)

### Suédois
- Nordenskiöld, Erland (1877-1932)

### Suisses
- Bachofen, Johann J. (1815-1887)
- Blom Gertrude (1901-1995)
- Chavannes Alexandre César (1731-1800)
- Métraux, Alfred (1902-1963)
- Pittard Eugène (1867-1962)
- Sauter Marc (1914-1983)
- Schaedler Luc (né en 1963)

### Tchèque
- Gellner, Ernest (1925-1995)

## Amérique et Caraïbes

### Américains
- Catherine L. Besteman (1959-)
- Bateson, Gregory (1904-1980)
- Benedict, Ruth F. (1887-1947)
- Boas, Franz (1858-1942)
- Campbell, Joseph (1904-1987)
- Conklin, Harold C. (1926-2016)
- Curtis, Edward Sheriff (1868-1952)
- Devereux, Georges (1908-1985)
- Eggan, Fred (1906-1991)
- Gates, Reginald R. (1882-1962)
- Geertz, Clifford (1926-2006)
- Goldstein, Melvyn (né en 1938)
- Graeber, David (1961-2020)
- Hallowell, Alfred I.  (1892-1974)
- Harner, Michael (1929-2018)
- Harris, Marvin (1927-2001)
- Harrison, Faye (1951-)
- Herskovitz, Melville J. (1895-1963)
- Henshaw, Henry W. H. (1950-1930)
- Kardiner, Abram (1891-1981)
- Karp, Éliane (née en 1955)
- Klieger, Paul Christiaan (née en 1951)
- Kluckhohn, Clyde K. M. (1905-1960)
- Krantz, Grover Sanders (1931-2002)
- Kroeber, Alfred Louis (1876-1960)
- Richard Borshay Lee (en) (1937-), Man the Hunter (en) (1966, L'homme chasseur)
- Leacock, Eleanor (1922-1987)
- Lewis, Oscar (1914-1970)
- Linton Ralph (1893-1953)
- Lowie, Robert H. (1883-1957)
- Charles Macdonald (1944-)
- Mead, Margaret (1901-1978)
- Morgan, Lewis Henry (1818-1881)
- Murdock, George P. (1897-1985)
- Myerhoff, Barbara G. S. (1935-1985)
- Murra, John (1916-2006)
- Laura Nader (1930-)
- Ortner, Sherry (1941-2004)
- Polanyi, Karl (1886-1964)
- Radin, Paul (1883-1959)
- Redfield, Robert (1897-1958)
- Reichs, Kathy (née en 1950)
- Sahlins, Marshall (né en 1930)
- Sapir, Edward (1884-1939)
- Schneider, David (1918-1995)
- Steward, Julian H. (1902-1972)
- Tainter, Joseph (né en 1949)
- Tsing, Anna (née en 1952)
- White, Leslie (1900-1975)
- Whorf, Benjamin Lee (1897-1941)
- Whyte, William Foote (1914-2000)
- Weiner, Annette B.
- Wyman, Jeffries (1814-1874)

### Brésiliens
- Cardoso, Ruth (1930-2008)
- Fernandes, Florestan (1920-1995)
- Nimuendajú, Curt (1883-1945)
- Ribeiro, Darcy (1922-1997)
- Vireiros de Castro, Eduardo (né en 1951)

### Canadiens

#### Québécois
- Arcand, Bernard (1945-2009)
- Balikci, Asen (1929-2019)
- Barbeau, Marius (1883-1969)
- Bariteau, Claude (né en 1943)
- Bibeau, Gilles (né en 1940)
- Bouchard, Serge (1947-2021)
- Dagenais, Huguette
- Dorais, Louis-Jacques (né en 1945)
- Falardeau, Pierre (1946-2009)
- La Hontan, baron de (1666-1716)
- Lock, Margaret (née en 1936)
- Savard, Rémi
- Seymour, Michel (né en 1954)
- Tremblay, Marc-Adélard (1922-2014)

### Colombiens
- Gutiérrez, Virginia (1921-1999)
- Reichel-Dolmatoff, Gerardo (1912-1994)
- Silva Celis, Eliécer (191?-2007)

### Haïtiens
- Joseph Anténor Firmin (1850-1911)
- Jean Price-Mars -1876-1969)

### Mexicains
- Marcela Lagarde
- Marta Lamas

### Paraguayens
- León Cadogan (1899-1973)

### Péruviens
- Karp, Éliane (née en 1953)

## Asie et Océanie

### Australiens
- Nicholas Thomas (en) (1960-)

### Chinois
- Dingliang, Wu (1893-1969)
- Xianfan, Huang (1899-1982)
- Fei, Xiaotong  (1910-2005)
- Gu, Jiegang (1893-1980)

### Fidjiens
- Hau'ofa, Epeli (1939-2009)

### Indiens
- Appadurai, Arjun (né en 1949)
- Bose, Nirmal K. (1901-1972)
- Elwin, Verrier (1902-1964)

### Iraniens
- Nasser Fakouhi (1956 - )
- Chowra Makaremi (1980 - )

### Malaisiens
- Ong, Aihwa (née en 1950)

### Néo-Zélandais
- Firth, Raymond (1901-2002)
- Reo Fortune (1903–1979)
- Te Rangi Hiroa (Peter Buck) (1877-1951)
- Niko Besnier (né en 1958)
- Ngapare Hopa (née en 1935)
- Derek Freeman (1916-2001)
- Joan Metge (1930)

### Palestiniens
- Abu-Lughod, Lila (née en 1952)

### Philippins
- Landa Jocano, F. (1930-2013)

## Afrique

### Marocains
- Amahan, Ali (né en 1950)

### Nigériens
- Amadiume, Ifi (née en 1947)
- Olivier de Sardan, Jean-Pierre (né en 1941)
- Sow, Salamatou (née en 1963)

### Sénégalais
- Cheikh Anta Diop (1923 - 1986)

### Tunisiens
- Seddik, Youssef (né en 1943)